# Мулека, Джексон
Джексон Мулека Кьянвубу (фр. Jackson Muleka Kyanvubu; род. 4 октября 1999, Лубумбаши) — конголезский футболист, нападающий турецкого клуба «Бешикташ» и сборной ДР Конго, выступающий на правах аренды за саудовский «Аль-Холуд».

## Клубная карьера
Мулека начал профессиональную карьеру в клубе «ТП Мазембе». В 2017 году он дебютировал в Линафуте. В составе клуба Джексон дважды выиграл чемпионат. Летом 2020 года Мулека перешёл в льжский «Стандард». 20 сентября в матче против «Кортрейка» он дебютировал в Жюпиле Лиге. 27 сентября в поединке против «Зюлте-Варегем» он забил свой первый гол за «Стандард». 8 февраля 2022 перешёл в турецкий клуб Касымпаша на правах аренды с возможностью выкупа.

## Международная карьера
18 сентября 2019 года в товарищеском матче против сборной Руанды Мулека дебютировал за сборную Демократической Республики Конго. 22 сентября в отборочном матче Чемпионата Африки 2020 против сборной ЦАР Джексон забил свой первый гол за национальную команду.

### Голы за сборную ДР Конго
| #   | Дата             | Место                                                             | Противник | Результат | Счет | Соревнование          |
| --- | ---------------- | ----------------------------------------------------------------- | --------- | --------- | ---- | --------------------- |
| 01. | 22 сентября 2019 | Бартлеми Баганда Стэдиум, Банги, Центральноафриканская Республика | ЦАР       | 0:2       | 0:2  | ЧАН 2020 квалификация |
| 02. | 20 октября 2019  | Стад де Мартир, Киншаса, ДР Конго                                 | ЦАР       | 4:0       | 4:1  | ЧАН 2020 квалификация |
| 03. | 18 ноября 2019   | Индепенденс Стэдиум, Бакау, Гамбия                                | Гамбия    | 1:2       | 2:2  | КАН 2021 квалификация |

## Достижения
«ТП Мазембе»
- Победитель Линафута (2) — 2018/19, 2019/20